# 甘加林 (澳大利亚首都特区)
甘加林（英语：Gungahlin），位于堪培拉下属甘加林城区中心，北接福德、阿马鲁、恩古纳瓦尔，东靠斯罗斯比、富兰克林和哈里森，西临帕默斯顿。甘加林是整个地区的名称，也是镇中心的名称，但它也是甘加林镇中心所在郊区的名称。伯格曼英国圣公会学校也位于该区。

## 甘加林镇中心
甘加林镇中心的商业中心是希伯森街，该街是该中心的主要街道，商业活动的边界位于安东尼·罗尔夫大道、甘达鲁大道和戈扎德街 。目前镇中心有四家零售主力店，即Coles、Woolworths、Aldi和Big W，分别位于希伯森街的独立开发项目中。镇中心有两个持牌俱乐部：位于希伯森街和戈扎德街街交叉口的Raiders俱乐部和东湖甘加林俱乐部（位于Hinder Street和Efkarpidis Street的交叉口）。甘加林公共图书馆于2011年6月正式开放，毗邻的高中于当年晚些时候开放。伯格曼学院位于甘加林郊区。
甘加林镇中心是堪培拉轻轨网络第一阶段的终点站之一。第一阶段从Gungahlin Town Centre到Civic。

## 人口
根据2021年人口普查，甘加林人口为8,586人，较2011年的 5,617人和2006年的3,857人有所增加，其中包括153名（1.8%）原住民和 4,157 名（48.4%）澳大利亚出生的人。其次最常见的出生国家是中国（8.7%）、印度（7.5%）、尼泊尔（4.9%）、韩国（3.0%）和越南（1.9%）。48.5%的人在家只说英语。在家中使用的其他语言包括普通话（9.8%）、尼泊尔语（4.7%）、韩语（3.2%）和越南语（2.2%）。对于宗教最常见的回答是无宗教信仰（39.5%）和天主教徒（14.4%）。35.5%的住宅是独立屋，17.4%是半独立屋、排屋或联排屋或联排别墅，46.5%是公寓。

## 地质
甘加林郊区位于志留纪中期堪培拉组之下。其中大部分是板状页岩和泥岩。但在南部和西北部也有几条白蜡石带。岩石结构被背斜和向斜折迭，呈东北方向。甘加林断层与褶皱平行，穿过镇中心东部。向南经过克雷斯、卡林、布鲁斯和阿兰达，最后停在迪肯断层处。甘加林断层也与温斯莱德断层平行，并且毫无疑问与之相关。在东北方向，它从澳大利亚首都地区北端流出，终止于沙利文断层附近。